# NGC 1842
NGC 1842 is een open sterrenhoop in het sterrenbeeld Goudvis. Het hemelobject werd op 20 december 1835 ontdekt door de Britse astronoom John Herschel.

## Synoniemen
- ESO 85-SC46